# Россошанський Віктор Андрійович
Віктор Андрійович Россошанський —  Колишній український льотчик-випробувач 1 класу, полковник, налітав приблизно дві з половиною тисячі годин, освоїв понад 40 типів ЛА. Керівник пілотажної групи «Українські соколи». Позивний «Рос».

## Біографія
Народився 1951 року. Початкову школу відвідував у місті Жирновськ, Волгоградської області. У 1964 році повернувся з батьками в Україну. В Запоріжжі закінчив середню школу. Пішов працювати на арматурний завод, слюсарем-модельником.
Мав бажання поступити у Харківське авіаційне училище, але був направлений до Ейського авіаційного училища, яке закінчив в 1971 році.
Перша дислокація була у місті Пушкіно, Леніградська область. Потім гарнізон Смуравйово у Псковській області який першим почав переозброєння на МіГ-27. Після освоєння нової техніки, Россошанський став носієм ядерної зброї.
У 1980-му - Центр підготовки льотчиків-випробовувачів у місті Ахтубінськ. З цього ж року працював в 3-му відділі ВГК НДІ ВПС, де брав участь у випробуванні Су-27, СУ-27К.
У 1988 році під час польоту на спарці МіГ-21, пілотами якої були В.В.Васєнков (заслужений льотчик-випробувач СРСР) та В.А.Россошанський (на той час уже льотчик-випробувач 1-го класу), трапилась авіаційна подія. При виконанні фігури вищого пілотажу «перевернутий штопор» відмовив двигун. Не дивлячись на наказ з керівника польотів, вони не катапультувались, а героїчно посадили літак на аеродром. За це був нагороджений Орденом Червоного Бойового Прапора.
Віктор Россошанський був одним з перших з ГК НДІ ВПС, який здійснив посадку на ТАВКР «Адмирал Кузнецов» на Су-27К. На його рахунку понад 20 зачепів на борту корабля.
В 1992 працює в державному авіаційному науково-випробовувальному центрі ВПС України заступником начальника.
У 1992 році був учасником турне винищувачів МіГ-29 по Канаді та США, де і зародилася ідея про створення української пілотажної групи. Втілилась в життя вона в 1995 році, група дістала назву «Українські соколи».
На початку 2002 року Россошанський покинув групу.
У березні 2002 року Віктор Россошанський став пілотом АН-124 Авіаліній Антонова.
Проживає у Феодосії в окупованому Криму.

## Приватне життя
Одружений, дружина Людмила Россошанська. Подружжя має двох дітей, сина та дочку. Син працює пілотом.